# Travers Stakes
Travers Stakes, är ett amerikanskt galopplöp för treåriga fullblod som rids årligen på Saratoga Race Course i Saratoga Springs i New York. Det är sedan 1973 ett Grupp 1-löp, det vill säga ett löp av högsta internationella klass. Det är även det tredje högst rankade löpet för treåringar enligt internationella kvalifikationer, bakom Kentucky Derby och Belmont Stakes. Första upplagan av löpet reds 1864, vilket gör det till USA:s äldsta galopplöp för treåringar.
Inga löp reds 1896, 1898, 1899, 1900, 1911, and 1912.
1941 blev Whirlaway den första och hittills enda hästen att ha tagit en Triple Crown och sedan segrat i Travers Stakes, något som ibland refereras till som en superfecta.

## Segrare
| År   | Häst              | Jockey              | Tränare               | Tid            | Grupp |
| ---- | ----------------- | ------------------- | --------------------- | -------------- | ----- |
| 2024 | Fierceness        | John R. Velazquez   | Todd Pletcher         | 2:01.79        | G1    |
| 2023 | Arcangelo         | Javier Castellano   | Jena Antonucci        | 2:02.23        | G1    |
| 2022 | Epicenter         | Joel Rosario        | Steven M. Asmussen    | 2:00.72        | G1    |
| 2021 | Essential Quality | Luis Saez           | Brad Cox              | 2:01.96        | G1    |
| 2020 | Tiz the Law       | Manuel Franco       | Barclay Tagg          | 2:00.95        | G1    |
| 2019 | Code of Honor     | John R. Velazquez   | C.R. McGaughey III    | 2:01.05        | G1    |
| 2018 | Catholic Boy      | Javier Castellano   | Jonathan Thomas       | 2:01.94        | G1    |
| 2017 | West Coast        | Mike E. Smith       | Bob Baffert           | 2:01.19        | G1    |
| 2016 | Arrogate          | Mike E. Smith       | Bob Baffert           | 1:59.36        | G1    |
| 2015 | Keen Ice          | Javier Castellano   | Dale Romans           | 2:01.57        | G1    |
| 2014 | V.E. Day          | Javier Castellano   | James A. Jerkens      | 2:02.98        | G1    |
| 2013 | Will Take Charge  | Luis Saez           | D. Wayne Lukas        | 2:02.68        | G1    |
| 2012 | Alpha             | Ramon Domínguez     | Kiaran McLaughlin     | 2:02.74        | G1    |
| 2012 | Golden Ticket     | David Cohen         | Ken McPeek            | 2:02.74        | G1    |
| 2011 | Stay Thirsty      | Javier Castellano   | Todd Pletcher         | 2:03.03        | G1    |
| 2010 | Afleet Express    | Javier Castellano   | James A. Jerkens      | 2:03.28        | G1    |
| 2009 | Summer Bird       | Kent Desormeaux     | Tim Ice               | 2:02.83        | G1    |
| 2008 | Colonel John      | Garrett K. Gomez    | Eoin G. Harty         | 2:03.20        | G1    |
| 2007 | Street Sense      | Calvin Borel        | Carl Nafzger          | 2:02.69        | G1    |
| 2006 | Bernardini        | Javier Castellano   | Thomas Albertrani     | 2:01.60        | G1    |
| 2005 | Flower Alley      | John Velazquez      | Todd A. Pletcher      | 2:02.76        | G1    |
| 2004 | Birdstone         | Edgar Prado         | Nick Zito             | 2:02.45        | G1    |
| 2003 | Ten Most Wanted   | Pat Day             | Wallace Dollase       | 2:02.14        | G1    |
| 2002 | Medaglia d'Oro    | Jerry Bailey        | Robert J. Frankel     | 2:02.53        | G1    |
| 2001 | Point Given       | Gary Stevens        | Bob Baffert           | 2:01.40        | G1    |
| 2000 | Unshaded          | Shane Sellers       | Carl Nafzger          | 2:02.59        | G1    |
| 1999 | Lemon Drop Kid    | José A. Santos      | Flint S. Schulhofer   | 2:02.00        | G1    |
| 1998 | Coronado's Quest  | Mike E. Smith       | C. R. McGaughey III   | 2:03.40        | G1    |
| 1997 | Deputy Commander  | Chris McCarron      | Wallace Dollase       | 2:04.00        | G1    |
| 1996 | Will's Way        | Jorge F. Chavez     | H. James Bond         | 2:02.40        | G1    |
| 1995 | Thunder Gulch     | Gary Stevens        | D. Wayne Lukas        | 2:03.40        | G1    |
| 1994 | Holy Bull         | Mike E. Smith       | Warren A. Croll Jr.   | 2:02.00        | G1    |
| 1993 | Sea Hero          | Jerry Bailey        | MacKenzie Miller      | 2:01.80        | G1    |
| 1992 | Thunder Rumble    | Herb McCauley       | Richard O'Connell     | 2:00.99        | G1    |
| 1991 | Corporate Report  | Chris McCarron      | D. Wayne Lukas        | 2:01.20        | G1    |
| 1990 | Rhythm            | Craig Perret        | C. R. McGaughey III   | 2:02.60        | G1    |
| 1989 | Easy Goer         | Pat Day             | C. R. McGaughey III   | 2:00.80        | G1    |
| 1988 | Forty Niner       | Chris McCarron      | Woody Stephens        | 2:01.40        | G1    |
| 1987 | Java Gold         | Pat Day             | MacKenzie Miller      | 2:02.00        | G1    |
| 1986 | Wise Times        | Jerry Bailey        | Phil Gleaves          | 2:03.40        | G1    |
| 1985 | Chief's Crown     | Ángel Cordero Jr.   | Roger Laurin          | 2:01.20        | G1    |
| 1984 | Carr de Naskra    | Laffit Pincay Jr.   | Richard J. Lundy      | 2:02.60        | G1    |
| 1983 | Play Fellow       | Pat Day             | Harvey L. Vanier      | 2:01.00        | G1    |
| 1982 | Runaway Groom     | Jeffrey Fell        | John A. DiMario       | 2:02.60        | G1    |
| 1981 | Willow Hour       | Eddie Maple         | James E. Picou        | 2:03.60        | G1    |
| 1980 | Temperence Hill   | Eddie Maple         | Joseph B. Cantey      | 2:02.80        | G1    |
| 1979 | General Assembly  | Jacinto Vásquez     | LeRoy Jolley          | 2:00.00        | G1    |
| 1978 | Alydar            | Jorge Velásquez     | John M. Veitch        | 2:02.00        | G1    |
| 1977 | Jatski            | Sam Maple           | William A. Cole       | 2:01.60        | G1    |
| 1976 | Honest Pleasure   | Craig Perret        | LeRoy Jolley          | 2:00.20        | G1    |
| 1975 | Wajima            | Braulio Baeza       | Stephen A. DiMauro    | 2:02.00        | G1    |
| 1974 | Holding Pattern   | Michael Miceli      | James J. Sarner Jr.   | 2:05.20        | G1    |
| 1973 | Annihilate 'Em    | Ron Turcotte        | Douglas Davis Jr.     | 2:02.40        | G1    |
| 1972 | Key To The Mint   | Braulio Baeza       | J. Elliott Burch      | 2:01.20        |       |
| 1971 | Bold Reason       | Laffit Pincay Jr.   | Angel Penna Sr.       | 2:02.40        |       |
| 1970 | Loud              | Jacinto Vásquez     | James W. Maloney      | 2:01.00        |       |
| 1969 | Arts and Letters  | Braulio Baeza       | J. Elliott Burch      | 2:01.60        |       |
| 1968 | Chompion          | Jean Cruguet        | Ivor G. Balding       | 2:04.80        |       |
| 1967 | Damascus          | Bill Shoemaker      | Frank Y. Whiteley Jr. | 2:01.60        |       |
| 1966 | Buckpasser        | Braulio Baeza       | Edward A. Neloy       | 2:01.60        |       |
| 1965 | Hail To All       | Johnny Sellers      | Eddie Yowell          | 2:02.20        |       |
| 1964 | Quadrangle        | Manuel Ycaza        | J. Elliott Burch      | 2:04.40        |       |
| 1963 | Crewman           | Eric Guerin         | Bert Mulholland       | 2:20.40        |       |
| 1962 | Jaipur            | Bill Shoemaker      | Bert Mulholland       | 2:01.60        |       |
| 1961 | Beau Prince       | Steve Brooks        | Horace A. Jones       | 2:03.00        |       |
| 1960 | Tompion           | Bill Hartack        | John J. Greely Jr.    | 2:03.40        |       |
| 1959 | Sword Dancer      | Manuel Ycaza        | J. Elliott Burch      | 2:04.20        |       |
| 1958 | Piano Jim         | Bobby Ussery        | Oscar White           | 2:05.80        |       |
| 1957 | Gallant Man       | Bill Shoemaker      | John A. Nerud         | 2:04.00        |       |
| 1956 | Oh Johnny         | Hedley Woodhouse    | Norman R. McLeod      | 2:06.20        |       |
| 1955 | Thinking Cap      | Paul J. Bailey      | Henry S. Clark        | 2:06.40        |       |
| 1954 | Fisherman         | Hedley Woodhouse    | Sylvester Veitch      | 2:06.00        |       |
| 1953 | Native Dancer     | Eric Guerin         | William C. Winfrey    | 2:05.60        |       |
| 1952 | One Count         | Eric Guerin         | Oscar White           | 2:07.40        |       |
| 1951 | Battlefield       | Eddie Arcaro        | Bert Mulholland       | 2:06.20        |       |
| 1950 | Lights Up         | George Hettinger    | Bert Mulholland       | 2:03.00        |       |
| 1949 | Arise             | Con Errico          | James C. Bentley      | 2:06.20        |       |
| 1948 | Ace Admiral       | Ted Atkinson        | James W. Smith        | 2:05.00        |       |
| 1947 | Young Peter       | Thomas May          | George M. Odom        | 2:06.20        |       |
| 1946 | Natchez           | Ted Atkinson        | Oscar White           | 2:08.00        |       |
| 1945 | Adonis            | Conn McCreary       | Willie Booth          | 2:02.80        |       |
| 1944 | By Jimminy        | Eddie Arcaro        | James W. Smith        | 2:03.40        |       |
| 1943 | Eurasian          | Steve Brooks        | Sol Rutchick          | 2:03.80        |       |
| 1942 | Shut Out          | Eddie Arcaro        | John M. Gaver Sr.     | 2:04.40        |       |
| 1941 | Whirlaway*        | Alfred Robertson    | Ben A. Jones          | 2:05.80        |       |
| 1940 | Fenelon           | James Stout         | Jim Fitzsimmons       | 2:04.40        |       |
| 1939 | Eight Thirty      | Harry Richards      | Bert Mulholland       | 2:06.60        |       |
| 1938 | Thanksgiving      | Eddie Arcaro        | Mary Hirsch           | 2:03.60        |       |
| 1937 | Burning Star      | Wayne D. Wright     | John J. Greely        | 2:04.80        |       |
| 1936 | Granville         | James Stout         | James E. Fitzsimmons  | 2:05.80        |       |
| 1935 | Gold Foam         | Silvio Coucci       | John M. Milburn       | 2:04.60        |       |
| 1934 | Observant         | Lee Humphries       | Max Hirsch            | 2:05.60        |       |
| 1933 | Inlander          | Robert Jones        | Robert A. Smith       | 2:08.00        |       |
| 1932 | War Hero          | John Gilbert        | George Conway         | 2:05.80        |       |
| 1931 | Twenty Grand      | Linus McAtee        | James G. Rowe Jr.     | 2:04.60        |       |
| 1930 | Jim Dandy         | Frank Baker         | James B. McKee        | 2:08.00        |       |
| 1929 | Beacon Hill       | Alfred Robertson    | James G. Rowe Jr.     | 2:04.20        |       |
| 1928 | Petee-Wrack       | Steve O'Donnell     | Willie Booth          | 2:08.00        |       |
| 1927 | Brown Bud         | Laverne Fator       | Alfred J. Gunther     | 2:05.60        |       |
| 1926 | Mars              | Frank Coltiletti    | Scott P. Harlan       | 2:04.60        |       |
| 1925 | Dangerous         | Clarence Kummer     | William B. Duke       | 2:10.80        |       |
| 1924 | Sun Flag          | Frank Keogh         | Carroll H. Shilling   | 2:04.40        |       |
| 1923 | Wilderness        | Benny Marinelli     | Thomas J. Healey      | 2:04.00        |       |
| 1922 | Little Chief      | Laverne Fator       | Sam Hildreth          | 2:13.40        |       |
| 1921 | Sporting Blood    | Lawrence Lyke       | Willie Booth          | 2:05.80        |       |
| 1920 | Man o' War        | Andy Schuttinger    | Louis Feustel         | 2:01.80        |       |
| 1919 | Hannibal          | Lavelle Ensor       | Thomas J. Healey      | 2:02.80        |       |
| 1918 | Sun Briar         | Willie Knapp        | Henry McDaniel        | 2:03.20        |       |
| 1917 | Omar Khayyam      | James Butwell       | Richard F. Carmen     | 2:08.80        |       |
| 1916 | Spur              | Johnny Loftus       | James H. McCormick    | 2:05.00        |       |
| 1915 | Lady Rotha        | Mack Garner         | A. J. Goldsborough    | 2:11.40        |       |
| 1914 | Roamer            | James H. Butwell    | A. J. Goldsborough    | 2:04.00        |       |
| 1913 | Rock View         | Thomas McTaggart    | Louis Feustel         | 2:06.60        |       |
| 1912 | Inget löp reds    | Inget löp reds      | Inget löp reds        | Inget löp reds |       |
| 1911 | Inget löp reds    | Inget löp reds      | Inget löp reds        | Inget löp reds |       |
| 1910 | Dalmatian         | Carroll H. Shilling | Sam Hildreth          | 2:10.00        |       |
| 1909 | Hilarious         | Richard Scoville    | James G. Rowe Sr.     | 2:06.00        |       |
| 1908 | Dorante           | James Lee           | Raleigh Colston Jr.   | 2:09.60        |       |
| 1907 | Frank Gill        | Joe Notter          | John I. Smith         | 2:07.00        |       |
| 1906 | Gallavant         | Walter Miller       | Thomas J. Healey      | 2:08.20        |       |
| 1905 | Dandelion         | Willie Shaw         | John E. Madden        | 2:08.00        |       |
| 1904 | Broomstick        | Tommy Burns         | Robert Tucker         | 2:06.80        |       |
| 1903 | Ada Nay           | Frank O'Neill       | A. Jack Joyner        | 1:57.00        |       |
| 1902 | Hermis            | Bruce Rice          | John H. McCormack     | 1:54.80        |       |
| 1901 | Blues             | Willie Shaw         | Thomas Welsh          | 1:56.60        |       |
| 1900 | Inget löp reds    | Inget löp reds      | Inget löp reds        | Inget löp reds |       |
| 1899 | Inget löp reds    | Inget löp reds      | Inget löp reds        | Inget löp reds |       |
| 1898 | Inget löp reds    | Inget löp reds      | Inget löp reds        | Inget löp reds |       |
| 1897 | Rensselaer        | Fred Taral          | Henry Harris          | 1:56.60        |       |
| 1896 | Inget löp reds    | Inget löp reds      | Inget löp reds        | Inget löp reds |       |
| 1895 | Liza              | Henry Griffin       | John Huggins          | 1:55.50        |       |
| 1894 | Henry of Navarre  | Fred Taral          | Byron McClelland      | 2:10.25        |       |
| 1893 | Stowaway          | Lawrence McDermott  | H. H. Brandt          | 2:10.75        |       |
| 1892 | Azra              | Alonzo Clayton      | John H. Morris        | 2:43.75        |       |
| 1891 | Vallera           | Robert Williams     | Enoch Wishard         | 2:49.00        |       |
| 1890 | Sir John          | Marty Bergen        | Frank McCabe          | 2:39.00        |       |
| 1889 | Long Dance        | Shelby Barnes       | G. M. Rye             | 3:08.75        |       |
| 1888 | Sir Dixon         | Jim McLaughlin      | Frank McCabe          | 3:07.75        |       |
| 1887 | Carey             | Harry Blaylock      | Edward Corrigan       | 3:17.75        |       |
| 1886 | Inspector B       | Jim McLaughlin      | Frank McCabe          | 3:10.25        |       |
| 1885 | Bersan            | John Spellman       | Green B. Morris       | 3:08.25        |       |
| 1884 | Rataplan          | William Fitzpatrick | Frank Midgley         | 3:07.50        |       |
| 1883 | Barnes            | Jim McLaughlin      | James G. Rowe Sr.     | 3:18.00        |       |
| 1882 | Carley B          | George Quantrell    | H. Welch              | 3:28.75        |       |
| 1881 | Hindoo            | Jim McLaughlin      | James G. Rowe Sr.     | 3:07.50        |       |
| 1880 | Grenada           | Lloyd Hughes        | R. Wyndham Walden     | 3:12.50        |       |
| 1879 | Falsetto          | Isaac Burns Murphy  | Eli Jordan            | 3:09.25        |       |
| 1878 | Duke of Magenta   | Lloyd Hughes        | R. Wyndham Walden     | 3:08.00        |       |
| 1877 | Baden-Baden       | Tom Sayres          | James Williams        | 3:15.50        |       |
| 1876 | Sultana           | William Hayward     | John W. McClelland    | 3:15.50        |       |
| 1875 | D'Artagnan        | George Barbee       | J. B. Pryor           | 3:06.50        |       |
| 1874 | Attila            | George Barbee       | William Pryor         | 3:09.50        |       |
| 1873 | Tom Bowling       | Robert Swim         | Ansel Williamson      | 3:09.75        |       |
| 1872 | Joe Daniels       | James G. Rowe Sr.   | David McDaniel        | 3:08.25        |       |
| 1871 | Harry Bassett     | W. Miller           | David McDaniel        | 3:21.60        |       |
| 1870 | Kingfisher        | Charles Miller      | Raleigh Colston Sr.   | 3:15.25        |       |
| 1869 | Glenelg           | Charles Miller      | Jacob Pincus          | 3:14.00        |       |
| 1868 | The Banshee       | Smith               | J. H. Davis           | 3:10.75        |       |
| 1867 | Ruthless          | Gilbert W. Patrick  | A. Jackson Minor      | 3:18.25        |       |
| 1866 | Merrill           | Abe Hawkins         | Ansel Williamson      | 3:29.00        |       |
| 1865 | Maiden            | W. Sewell           | T. G. Moore           | 3:18.50        |       |
| 1864 | Kentucky          | Gilbert W. Patrick  | A. Jackson Minor      | 3:18.75        |       |

- Whirlaway är hittills den enda segraren av Triple Crown som även segrat i Travers Stakes.